# Regnbågsjuveltrast
Regnbågsjuveltrast (Pitta iris) är en fågel i familjen juveltrastar inom ordningen tättingar.

## Utseende
Regnbågsjuveltrast är en liten juveltrast i svart och grönt med röda undre stjärttäckare och gnistrande blått på skuldran. Ovansidan är huvudsakligen grön, med mestadels svart på huvud och undersida. 

## Utbredning och systematik
Regnbågsjuveltrast delas in i två underarter:
- Pitta iris johnstoneiana – förekommer i  nordvästra Western Australia (nordvästra Kimberley region)
- Pitta iris iris – förekommer i norra Australien (Arnhem Land, Melvilleön och Groote Eylandt)

## Levnadssätt
Regnbågsjuveltrasten hittas vanligen i regnskog med stor tillgång på torra löv, men har också setts i en rad andra miljöer. Den håller oftast till på marken. Under häckningstid kan den vara rätt ljudlig, framför allt hanarna.

## Status och hot
Arten har ett stort utbredningsområde, men tros minska i antal, dock inte tillräckligt kraftigt för att den ska betraktas som hotad. Internationella naturvårdsunionen IUCN listar arten som livskraftig (LC).